# A Box of Dreams
A Box of Dreams er et 3-disc bokssæt af den irske sanger, sangskriver og musiker Enya, der blev udgivet 1. december 1997 af WEA Records i begrænset oplag. Sættet kom sammen med hendes første opsamlingsalbum Paint the Sky with Stars – The Best of Enya, der udkom måneden inde.
A Box of Dreams indeholder 46 numre fra hendes debut Enya (1987) til Paint the Sky with Stars fordelt på de tre CD'er, der var tematisk inddelt: "Oceans" indeholder Enyas upbeat numre, "Clouds" indeholder en samling af hendes instrumentale klavernumre og "Stars" der indeholder hendes langsomme ballader og mere amtosfæriske numre. Fire B-sider er inkluderet: "Oriel Window", "Morning Glory", "Willows on the Water" og "Eclipse". Kaligraffien og designet blev udført af Brody Neuenschwander.

## Spor

### Disc 1: Oceans
| #   | Titel              | Album                    | Længde |
| --- | ------------------ | ------------------------ | ------ |
| 1.  | "Orinoco Flow"     | Watermark                | 4:26   |
| 2.  | "Caribbean Blue"   | Shepherd Moons           | 3:58   |
| 3.  | "Book of Days"     | Shepherd Moons           | 2:57   |
| 4.  | "Anywhere Is"      | The Memory of Trees      | 3:46   |
| 5.  | "Only If..."       | Paint the Sky with Stars | 3:20   |
| 6.  | "The Celts"        | Enya/The Celts           | 2:57   |
| 7.  | "Cursum Perficio"  | Watermark                | 4:05   |
| 8.  | "I Want Tomorrow"  | Enya/The Celts           | 4:02   |
| 9.  | "China Roses"      | The Memory of Trees      | 4:38   |
| 10. | "Storms in Africa" | Watermark                | 4:12   |
| 11. | "Pax Deorum"       | The Memory of Trees      | 5:00   |
| 12. | "The Longships"    | Watermark                | 3:34   |
| 13. | "Ebudæ"            | Shepherd Moons           | 1:52   |
| 14. | "On My Way Home"   | The Memory of Trees      | 3:38   |
| 15. | "Boadicea"         | Enya/The Celts           | 3:32   |

### Disc 2: Clouds
| #   | Titel                        | Album                                                                                     | Længde |
| --- | ---------------------------- | ----------------------------------------------------------------------------------------- | ------ |
| 1.  | "Watermark"                  | Watermark                                                                                 | 2:29   |
| 2.  | "Portrait (Out of the Blue)" | Enya/The Celts                                                                            | 3:15   |
| 3.  | "Miss Clare Remembers"       | Watermark                                                                                 | 1:57   |
| 4.  | "Shepherd Moons"             | Shepherd Moons                                                                            | 3:41   |
| 5.  | "March of the Celts"         | Enya/The Celts                                                                            | 3:20   |
| 6.  | "Lothlórien"                 | Shepherd Moons                                                                            | 2:09   |
| 7.  | "From Where I Am"            | The Memory of Trees                                                                       | 2:25   |
| 8.  | "Afer Ventus"                | Shepherd Moons                                                                            | 4:09   |
| 9.  | "Oriel Window"               | Non-LP track, B-side of "Caribbean Blue" (U.K.), "Book of Days" (Japan) and "Anywhere Is" | 2:24   |
| 10. | "River"                      | Watermark                                                                                 | 3:11   |
| 11. | "Tea-House Moon"             | The Memory of Trees                                                                       | 2:45   |
| 12. | "Willows on the Water"       | Non-LP track, b-side of "Only If..."                                                      | 3:03   |
| 13. | "Morning Glory"              | Non-LP track, b-side of "Evening Falls..."                                                | 2:30   |
| 14. | "No Holly for Miss Quinn"    | Shepherd Moons                                                                            | 2:45   |
| 15. | "The Memory of Trees"        | The Memory of Trees                                                                       | 4:18   |

### Disc 3: Stars
| #   | Titel                      | Album                                                    | Længde |
| --- | -------------------------- | -------------------------------------------------------- | ------ |
| 1.  | "Evening Falls..."         | Watermark                                                | 3:48   |
| 2.  | "Paint the Sky with Stars" | Paint the Sky with Stars                                 | 4:18   |
| 3.  | "Angeles"                  | Shepherd Moons                                           | 4:03   |
| 4.  | "Athair Ar Neamh"          | The Memory of Trees                                      | 3:44   |
| 5.  | "La Soñadora"              | The Memory of Trees                                      | 3:40   |
| 6.  | "Aldebaran"                | Enya/The Celts                                           | 3:08   |
| 7.  | "Deireadh an Tuath"        | Enya/The Celts                                           | 1:46   |
| 8.  | "Eclipse"                  | Non-LP track, b-side of "The Celts" and "On My Way Home" | 1:34   |
| 9.  | "Exile"                    | Watermark                                                | 4:20   |
| 10. | "On Your Shore"            | Watermark                                                | 3:59   |
| 11. | "Evacuee"                  | Shepherd Moons                                           | 3:52   |
| 12. | "Marble Halls"             | Shepherd Moons                                           | 3:57   |
| 13. | "Hope Has a Place"         | The Memory of Trees                                      | 4:51   |
| 14. | "The Sun in the Stream"    | Enya/The Celts                                           | 2:58   |
| 15. | "Na Laetha Geal M'Óige"    | Watermark                                                | 3:59   |
| 16. | "Smaointe..."              | Shepherd Moons                                           | 6:08   |

## Personel
- Musik komponeret af Enya
- Tekst af Roma Ryan
- Produceret af Nicky Ryan